# 聖イジー聖堂
聖イジー聖堂（チェコ語: Bazilika svatého Jiří,英語: St. George's Basilica）はチェコのプラハ城に残る最も古い教会建築である。聖イジー教会とも。

## 概要
聖イジー聖堂はボヘミア公ヴラチスラフ1世により、920年に創建された。このバシリカは聖イジー（聖ゲオルギオス）へと捧げられている。973年には大幅に拡張され、ベネディクト会系の聖イジー修道院が追加された。1142年にはプラハ城で起きた大火事のために改修されている。17世紀後半にはバロック建築によるファサードが追加された。ボヘミアの聖リュドミラへと捧げられたゴシック様式のチャペルには、聖人の墓所が存在する。また、ヴラチスラフ1世及び、ボレスワフ2世の墓廟もこのバシリカに設けられている。
現代ではこの建物ではプラハ国立美術館として19世紀のボヘミア美術コレクションの展示を行っており、また、コンサートホールとしても利用される。

## 修道院

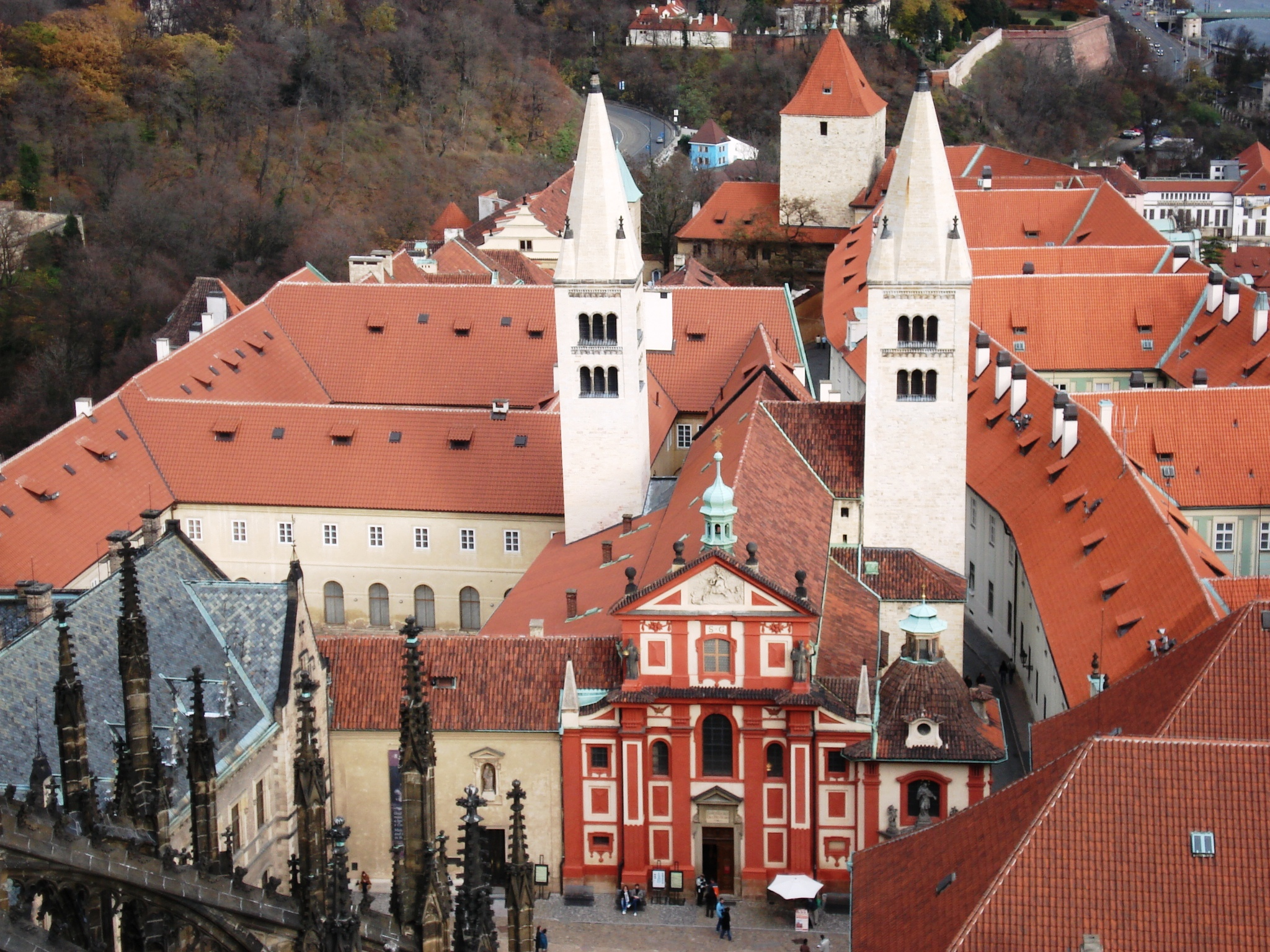
聖イジー修道院 眺望

973年に設置された聖イジー修道院はボヘミア、ときには神聖ローマ帝国全体の権力と、宗教的には司教座の隣に位置し、歴史上重要な役割を果たしてきた。過去にはこの修道院の共同体はボヘミア公妃を戴冠させる権利を有していた。
今日ではバシリカ同様に修道院としての活動は行っておらず、バシリカに連なる建物として美術品を展示している。

## 埋葬者
- ボヘミア公ヴラチスラフ1世（英語版）

## ギャラリー

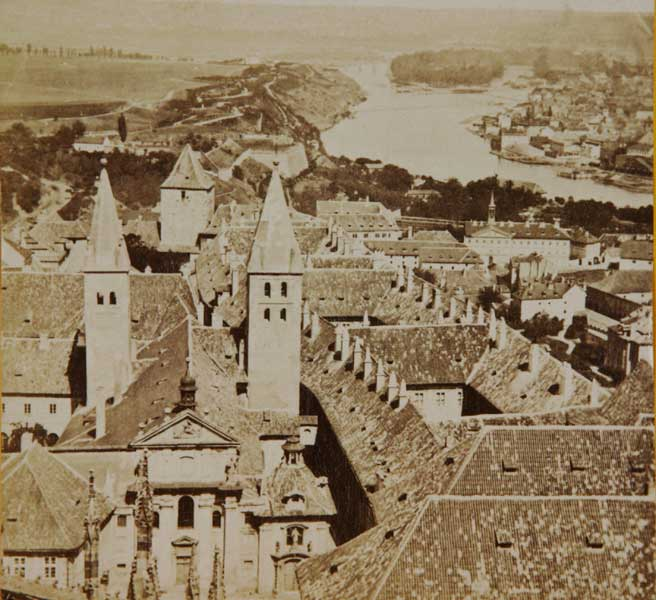
聖ヴィート大聖堂から見た教会（1867年）
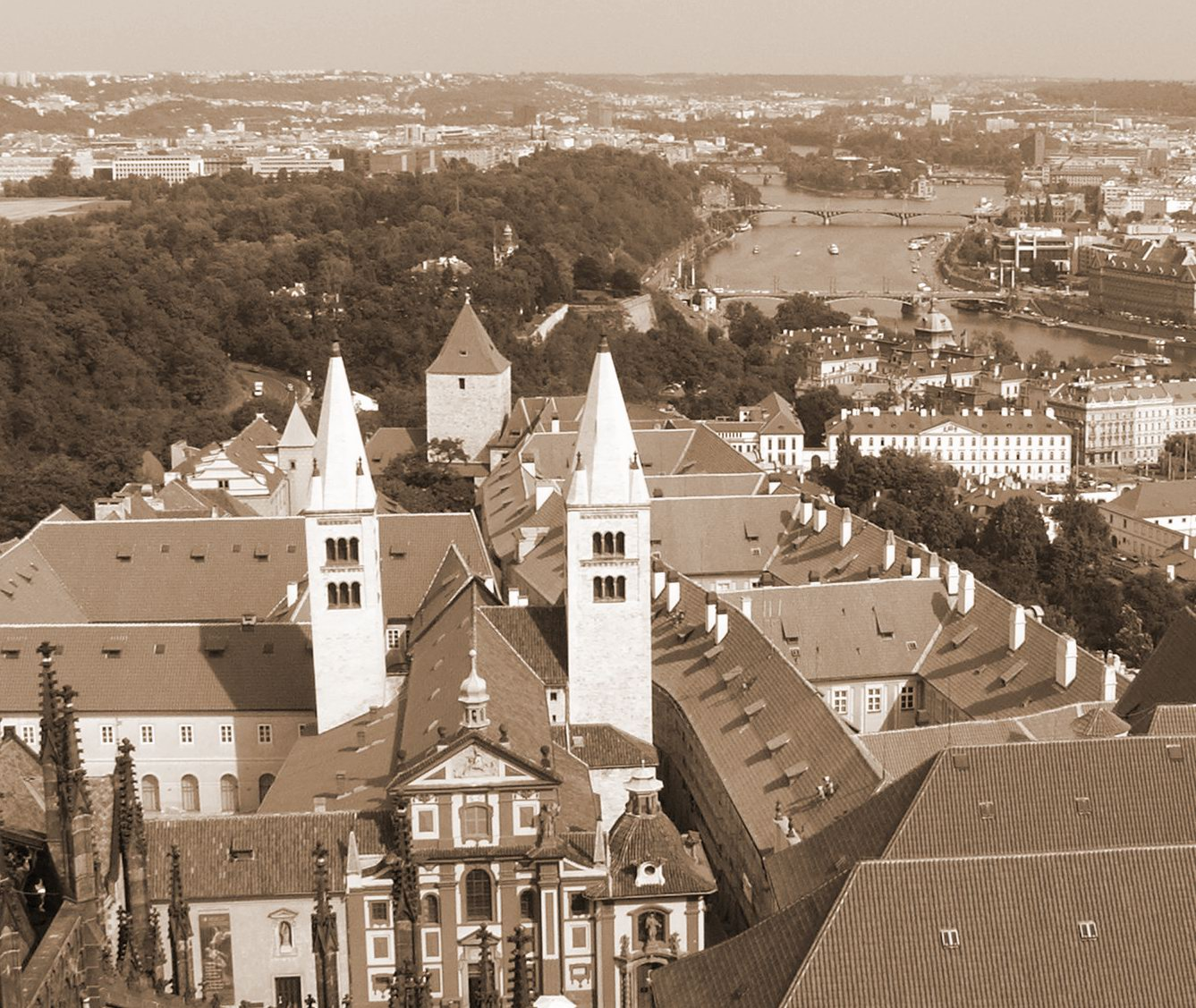
聖ヴィート大聖堂から見た教会（2005年）
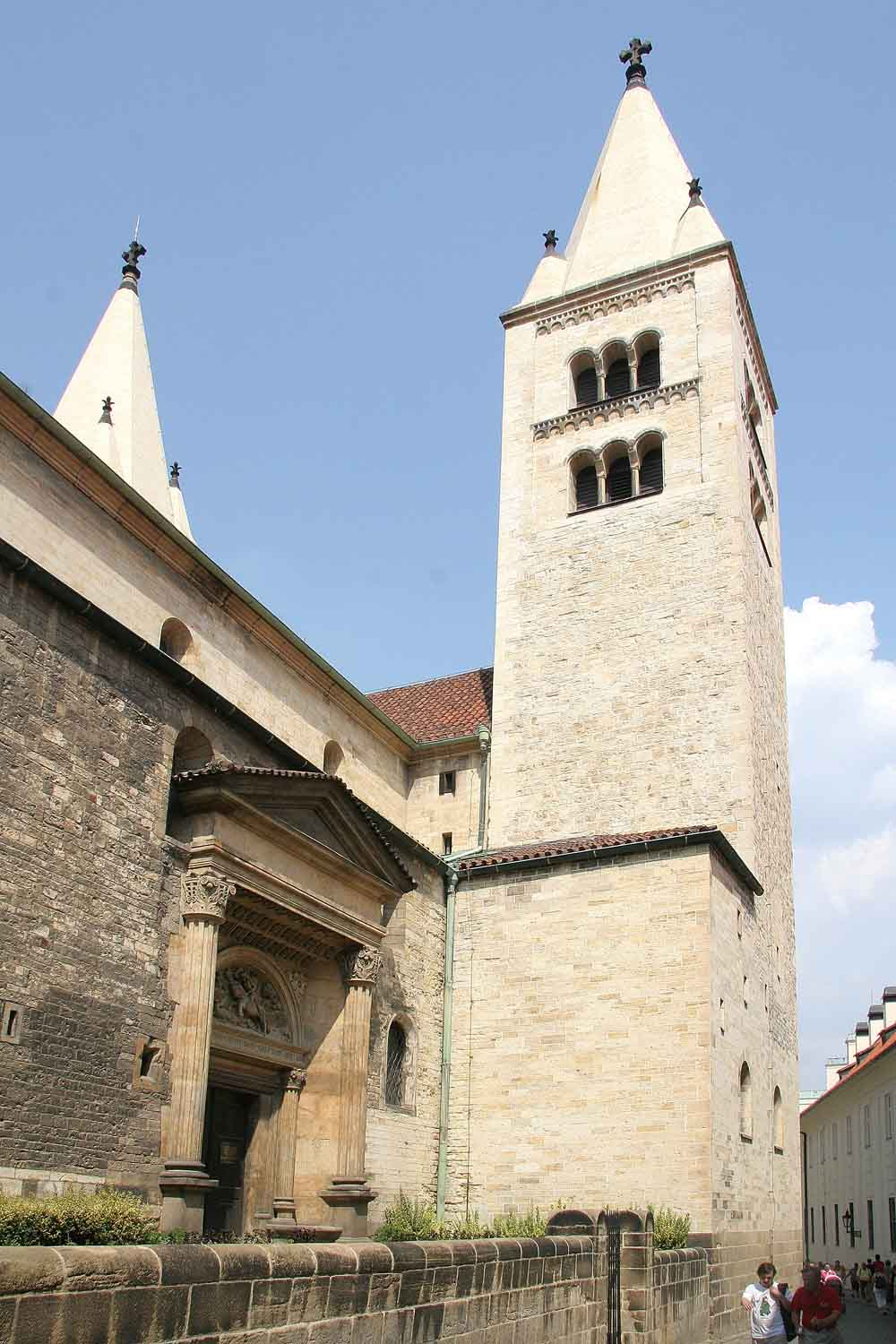
バシリカ（東側）
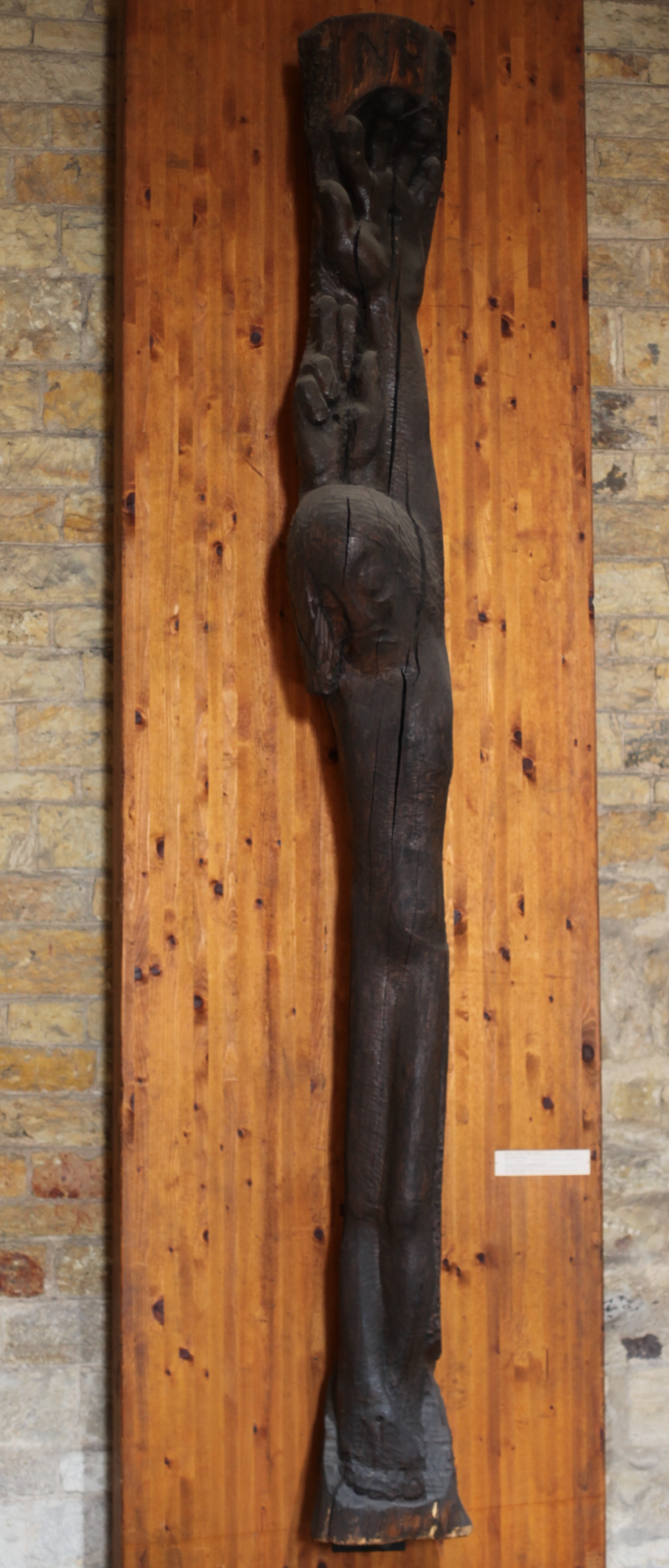
内部展示品。O.H.ハイェク（英語版）（1947制作）によるキリスト像
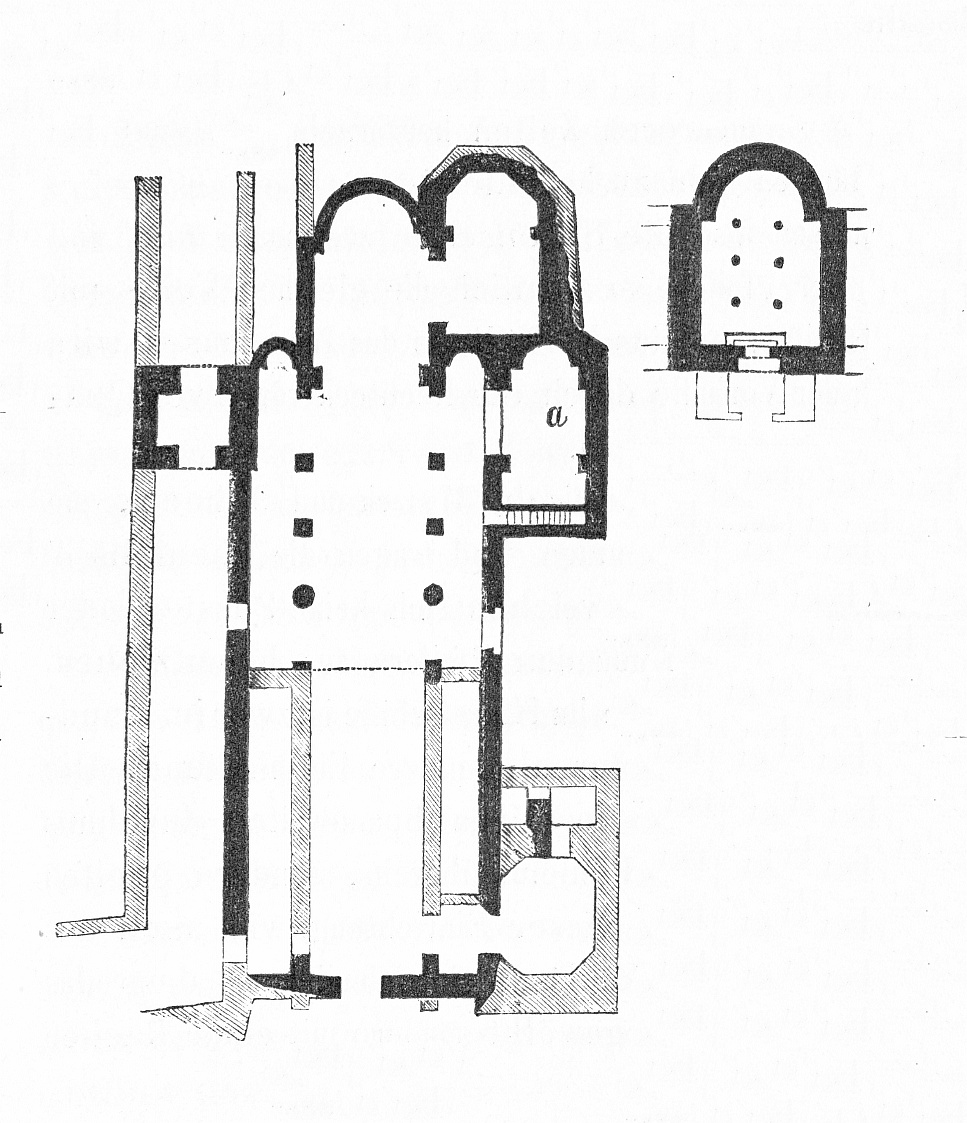
1856年の内部間取り図
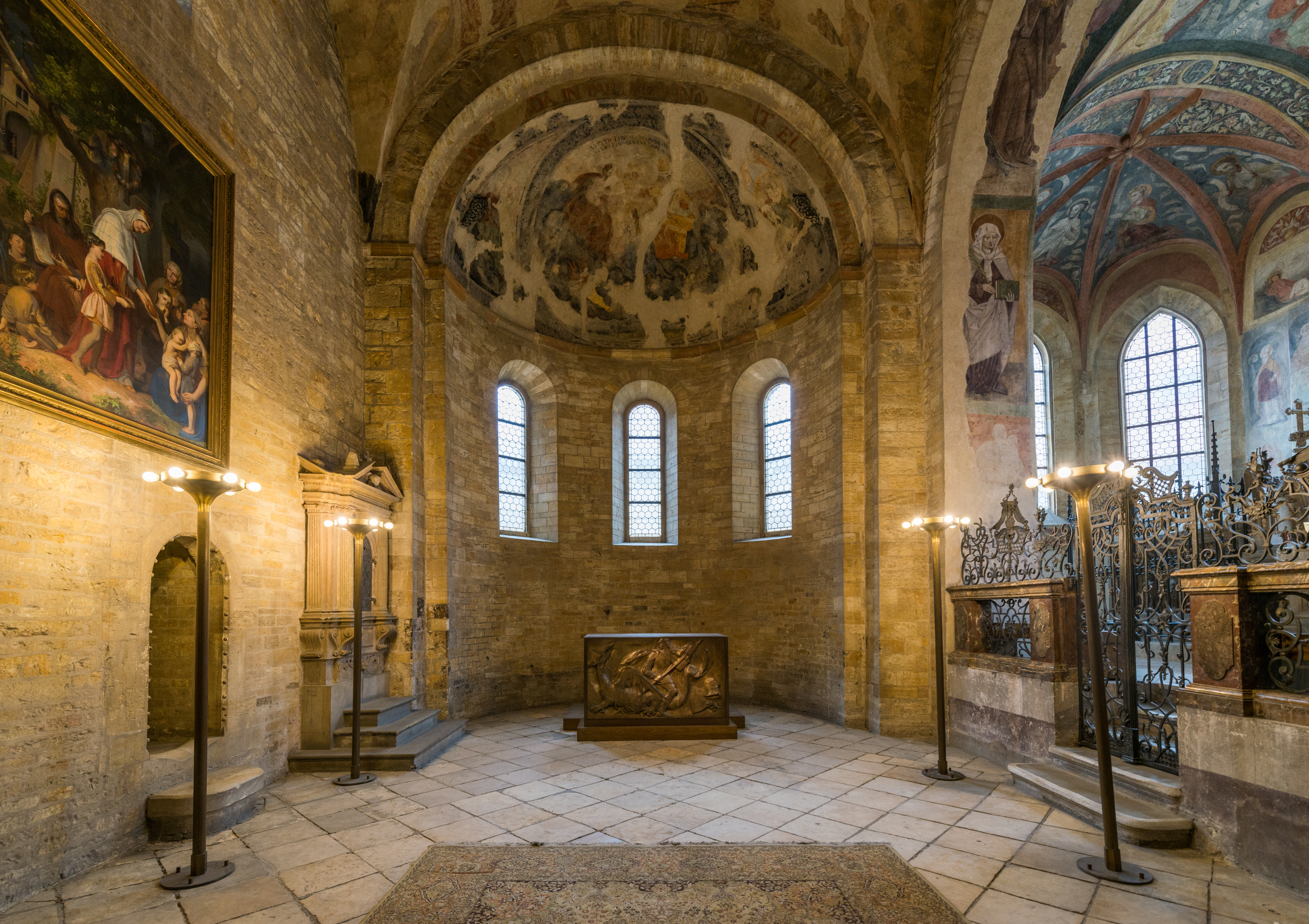
アプスの内装